# Campagnolo
Campagnolo je italský výrobce příslušenství k jízdním kolům. Převážná část firmy sídlí ve městě Vicenza. Byla založena Tulliem Campagnolem v roce 1933, ten společnost vlastnil až do své smrti v roce 1983. Poté jej nahradil jeho syn Valentino Campagnolo.
Zakladatel firmy Tulio Campagnolo ve dvacátých letech v Itálii závodil na jízdních kolech a přitom dostal řadu nápadů jak je vylepšit. Celkem má Campagnolo více než 135 patentů na technologické inovace v oboru.
Koncem padesátých letech 20. století začala firma Campagnolo vyrábět hořčíková kola pro sportovní vozy jako například Alfa Romeo, Ferrari, Lamborghini a Maserati. V roce 1969 vyráběla šasi pro družice NASA. V sedmdesátých letech dodávala také kola pro stáj Ferrari Formule 1.
Campagnolo spolupracovala s výrobcem kol Colnago a závodníkem Eddy Merckxem a vyráběla lehké díly pro kolo, s kterým překonal v roce 1972 světový rekord v hodinovce.